# The Tremeloes
The Tremeloes (Inizialmente noto come Brian Poole and the Tremoloes) sono un gruppo musicale pop britannico fondato nel 1958, attivo principalmente durante gli anni sessanta.
I Tremeloes furono particolarmente apprezzati per le loro doti vocali (tutti i componenti il gruppo erano in grado di dare un supporto vocale) e per il sound articolato su un beat particolarmente morbido e melodioso, valorizzato da un raffinato uso dei cori.
Furono attivi nella formazione originale fino al 1971 (eccetto che una breve reunion negli anni novanta) e la loro produzione fu improntata essenzialmente su singoli (cinque in tutto i long playing da loro pubblicati, di cui tre nel solo 1967 e in tre differenti paesi). I membri del complesso hanno poi proseguito singolarmente l'attività come solisti o supportando altri gruppi.
Nel settembre 2006 si sono riuniti tenendo un tour celebrativo nel Regno Unito teso a festeggiare la loro ultra-quarantennale carriera di musicisti.

## Storia
Il gruppo venne fondato nel 1958 a Dagenham, nella contea dell'Essex, come Brian Poole and the Tremoloes, ma dopo l'abbandono di Poole cambiò nome con quello che sarebbe stato poi quello definitivo.
Il primo gennaio 1962, la Decca, cercando un gruppo beat da scritturare, fece un'audizione alla quale parteciparono due formazioni, i Brian Poole and the Tremeloes e i Beatles. La dirigenza alla fine scelse i primi in quanto erano di Londra, mentre i Beatles erano di Liverpool.
Il gruppo esordì nel luglio 1963 con una cover di Twist and Shout, una canzone precedentemente resa popolare in America dagli Isley Brothers e già pubblicata dai Beatles nel Regno Unito nel marzo 1963; seguì poi nello stesso anno un altro singolo, Do You Love Me, che si rivelò un successo, seguito a sua volta da I Can Dance. Nel 1964 venne pubblicata una cover del brano di Roy Orbison "Candy Man" e una dei Crickets, "Someone, Someone"; entrambi entrati in classifica Top Ten, con il secondo al n. 2. Altri singoli delle classifiche dell'era Decca includevano "Three Bells" e una versione di "I Want Candy".
Con Poole che se ne andò per tentare una carriera da solista (che si rivelò infruttuosa) nel 1966, i Tremeloes continuarono come una band di quattro elementi con una formazione rivista (Howard lasciò la band nel 1966). Len "Chip" Hawkes, (padre di Chesney Hawkes), ha sostituito Howard.
La loro carriera discografica sarebbe poi proseguita comunque con la Epic Records. Successivamente eseguirono, prevalentemente nei concerti e in trasmissioni televisive, altre cover di brani già suonati dai Beatles.
Nel 1964 si esibirono a Top of the Pops.
Nel 1964 registrarono Be Mine una cover in lingua inglese della canzone Mi Seguirai de Gli Scooters. Un loro singolo, Silence Is Golden, si classificò al primo posto nella hit parade britannica e all'undicesimo in quella statunitense.
L'ultimo loro grande successo fu, nel 1970, Me and My Life. Nel medesimo periodo, il gruppo incorse tuttavia in un infortunio di stampa con un'intervista alla rivista specializzata Melody Maker nella quale esprimevano pesanti apprezzamenti sui loro fan degli esordi. Il loro album Master, il quinto da loro pubblicato, messo in vendita poche settimane dopo l'intervista, finì per rivelarsi un flop, soprattutto a causa delle polemiche, decretando di fatto per i Tremeloes la fine della carriera; seguì un ultimo singolo, Hello Buddy, pubblicato nel 1971, che riscosse però un certo successo.

### Class of 64
Nell'aprile 2004, su invito del gruppo degli Animals, che festeggiavano il quarantennale di attività, i Tremeloes hanno dato vita a un supergruppo – conosciuto come Class of 64 – di cui hanno fatto parte anche Mick Avory (ex musicista dei Kinks), Eric Haydock (ex Hollies) e altri musicisti degli anni sessanta fra cui Telecaster Ted Tomlin e Graham Pollock.
La band ha compiuto un tour mondiale e registrato un album di vecchi hit oltre ad un disco singolo intitolato She's Not My Child.

## Formazione
I principali componenti che si sono susseguiti nella line-up della band sono stati:
- Brian Poole - nato il 2 novembre 1941 a Barking, Essex, voce, nel gruppo fino al 1966
- Alan David Blakley  - 1º aprile 1942, Bromley, Kent -  10 giugno 1996, chitarra ritmica, tastiere e voce
- Ricky West - pseudonimo di Richard Charles Westwood, 7 maggio 1943, Dagenham, Essex, chitarra guida e cori
- Alan Howard - 17 ottobre 1941, Dagenham, Essex, basso e cori, fino al 1966
- Chip Hawkes - vero nome Leonard Donald Hawkes, 2 novembre 1945, Shepherd's Bush, Londra, basso e voce, a partire dal 1965
- Dave Munden - vero nome David Charles Munden, 2 dicembre 1943, Dagenham, Essex, batteria e voce

## Discografia

### Album
come Brian Poole & The Tremeloes
- 1963 - Big Big Hits of '62 (Ace of Clubs, ACL 1146)
- 1963 - Twist and Shout (Decca, LK 4550)
- 1965 - It's About Time (Decca, LK 4685)
- 1965 - The Tremeloes Are Here! (Audio Fidelity, AFLP 2177, anche come Brian Poole Is Here!, Audio Fidelity, AFSD 6151, USA)

come The Tremeloes
- 1967 - Here Come the Tremeloes (CBS, SBPG 63017, Regno Unito)
- 1967 - Alan, Dave, Rick and Chip (CBS, S BPG 63138, Regno Unito)
- 1967 - My Little Lady (CBS, S 63 484)
- 1967 - Even the Bad Times Are Good/Silence Is Golden (Epic Records, BN 26326, USA)
- 1967 - Here Comes My Baby (Epic, LN 24310, USA, versione USA di Here Come the Tremeloes)
- 1968 - Suddenly You Love Me (Epic, BN 26363, USA)
- 1968 - World Explosion! (Epic, BN 26388, USA)
- 1970 - Master (CBS, 64242)
- 1974 - Shiner (DJM Records, DJLPS 441)
- 1975 - Don't Let the Music Die (DJM Records, DJLPS 447)

### Album dal vivo
- 1969 - Live in Cabaret (CBS, SBP 233768)

### Raccolte
- 1981 - Greatest Hits (Pickwick Records, SHM 3097)
- 1984 - The Hits (Heartbreak Hotel Records, HH1)
- 1988 - Million Sellers (Qualitel, Q-LP 263-1)

### Singoli
come Brian Poole & The Tremeloes
- 1962 - Twist Little Sister/Lost Love (Decca, F 11455)
- 1962 - Blue/That Ain't Right (Decca, F 11515)
- 1963 - A Very Good Year for Girls/Meet Me Where We Used to Meet (Decca, F 11567)
- 1963 - Keep on Dancing/Run Back Home (Decca, F 11616)
- 1963 - Twist and Shout/We Know (Decca, F 11694)
- 1963 - Do You Love Me/Why Can't You Love Me (Decca, F 11739)
- 1963 - I Can Dance/Are You Loving Me at All (Decca, F 11771)
- 1964 - Candy Man/I Wish I Could Dance (Decca, F 11823)
- 1964 - Someone, Someone/Till the End of Time (Decca, F 11893)
- 1964 - Twelve Steps to Love/Don't Cry (Decca, F 11951)
- 1964 - Three Bells/Tell Me How You Care (Decca, F 12037)
- 1965 - After Awhile/You Know (Decca, F 12124)
- 1965 - I Want Candy/Love Me Baby (Decca, F 12197)
- 1965 - Good Lovin'/Could It Be You? (Decca, F 12274)
- 1966 - Hey Girl/Please Be Mine (Decca, F 12402)
- 1978 - Do You Love Me?/Someone, Someone (Decca, F 13815)

come The Tremeloes
- 1966 - Blessed/The Right Time (Decca, F 12423)
- 1966 - Good Day Sunshine/What a State I'm in (CBS, 202242)
- 1967 - Silence Is Golden/Even the Bad Times Are Good (CBS, A4577)
- 1967 - Suddenly You Love Me/As You Are (CBS, 3234)
- 1967 - Suddenly You Love Me/Suddenly Winter (Epic 5-10293, USA)
- 1967 - Silence Is Golden/Let Your Hair Hang Down (CBS, 2723)
- 1967 - Even the Bad Times Are Good/Jenny's Alright (CBS, 2930)
- 1967 - Be Mine (Mi Seguirai)/Suddenly Winter (CBS, 3043)
- 1967 - Here Comes My Baby/Gentleman of Pleasure (CBS, 202519)
- 1968 - Helule Helule/Girl From Nowhere (CBS, 2889)
- 1968 - My Little Lady/All the World to Me (CBS, 3680)
- 1968 - I Shall Be Released/I Miss My Baby (CBS, 3873)
- 1969 - Hello World/Up, Down, All Around (CBS, 4065)
- 1969 - Once on a Sunday Morning/Fa La La, La La, La Le (CBS, 4313)
- 1969 - (Call Me) Number One/Instant Whip (CBS, 4582)
- 1970 - By the Way/Breakheart Motel (CBS, 4815)
- 1970 - Me And My Life/Try Me (CBS, 5139)
- 1971 - Right Wheel, Left Hammer, Sham/Take It Easy (CBS, 5429)
- 1971 - Hello Buddy/My Woman (CBS, 7294)
- 1971 - Too Late (to Be Saved)/If You Ever (CBS, 7579)
- 1972 - I Like It That Way/Wakamaker (CBS, S 8048)
- 1972 - Blue Suede Tie/Yodel Ay (Epic, EPC S 1019)
- 1973 - Ride On/Hands Off (Epic, EPC 1399)
- 1973 - Here Comes My Baby/Silence Is Golden (CBS, S CBS 1139)
- 1974 - Do I Love You/Witchcraft (Epic, S EPC 2047)
- 1974 - Good Time Band/Hard Woman (DJM Records, DJS.336)
- 1975 - Someone Someone/My Friend Delaney (DJM Records, DJS 348)
- 1975 - Be Boppin' Boogie/Ascot Cowboys (DJM Records, DJS.406)
- 1975 - Hard Woman/My Friend Delaney (DJM Records, DJUS.1008, USA)
- 1976 - September, November, December (DJM Records, DJUS 1016, USA)
- 1977 - Silence Is Golden/Here Come My Baby (CBS, M CBS 5010)
- 1978 - Ging Gang Goolie/Lonely Robot (CBS, CBS 6072)
- 1978 - Lonely Nights/Groover (Hans, 6022 231)
- 1980 - The Lights of Port Royal/Silas (Ami, AIS 100)
- 1981 - Tremelodies/I Let My Best Friend Down (Polydor, POSP 381)
- 1983 - Words/I Will Return (CBS, CBS A3133)
- 1984 - Silence Is Golden/Even The Bad Times Are Good (CBS, A4577)
- 1984 - Silence Is Golden/The Last Word (Meteor, MTS 002)
- 1987 - Angel of the Morning/Am I Dreaming (Topflite, TOPS 2)

### EP
come Brian Poole & The Tremeloes
- 1964 - Twenty Miles (Decca, DFE 8566)
- 1965 - Time Is on My Side (Decca, DFE 8610)

come The Tremeloes
- 1967 - My Little Lady (CBS, EP 6402)
- 1968 - Here Come the Tremeloes (CBS, CE4037)

## Classifica
| 1963 | Twist and Shout             | 4  | -  |
| 1963 | Do You Love Me              | 1  | -  |
| 1963 | I Can Dance                 | 31 | -  |
| 1964 | Candy Man                   | 6  | -  |
| 1964 | Someone Someone             | 2  | 97 |
| 1964 | Twelve Steps to Love        | 32 | -  |
| 1965 | Three Bells                 | 17 | -  |
| 1965 | I Want Candy                | 25 | -  |
| 1967 | Here Comes My Baby          | 4  | 13 |
| 1967 | Silence Is Golden           | 1  | 11 |
| 1967 | Even the Bad Times Are Good | 4  | 36 |
| 1967 | Be Mine                     | 39 | -  |
| 1968 | Suddenly You Love Me        | 6  | 44 |
| 1968 | Helule Helule               | 14 | -  |
| 1968 | My Little Lady              | 6  | -  |
| 1968 | I Shall Be Released         | 29 | -  |
| 1969 | Hello World                 | 14 | -  |
| 1969 | (Call Me) Number One        | 2  | -  |
| 1970 | By the Way                  | 35 | -  |
| 1970 | Me and My Life              | 4  | -  |
| 1971 | Hello Buddy                 | 32 | -  |